# 2004年夏季奥林匹克运动会中国代表团
中华人民共和国参加2004年希腊雅典第二十八届夏季奥运会，以32金，17银，14铜，共计63面奖牌占据奖牌榜第二名。
中国代表团由633名团员组成，其中包括407名运动员，226名工作人员，共计参加了此届奥运会中全部26个大型项目。代表团共有男性运动员138名，女性运动员269名，当中84名运动员参与过此前举办的奥运会。代表团只包括来至于中国大陆的运动员，香港以中国香港的身份参与本届奥运会。

## 代表团简介
代表团总共由633人组成，规模超出历史上各届代表团的规模，其中运动员407人、官员226人。参加的项目26个，团长袁伟民，副团长于再清、李富荣、段世杰、何慧娴（女）、肖天和崔大林6人，秘书长由肖天兼任，副秘书长孙康林、孙永言等6人，医务组田得祥、任玉衡、邹兴怡（女）等23位。另外这次中国代表团还有六个项目的7名外籍教练，如皮划艇队的加拿大教练马克、男子篮球美国教练哈里斯。
- 本届希腊雅典奥运会分28个大项301个小项，除棒球和马术两个大项外中国在其他26个大项203个小项获得参赛资格。
- 代表团官员中，团部31人、各运动队为195人；官员按团部和各队官员分布，领队27人（含6名副领队）、教练员117人、医生26人、翻译27人、陪练2人。
- 参赛运动员中，分别来自27个省市区以及解放军和火车头体协，平均年龄22·3岁；年龄最小的运动员为游泳队员张添翼，14岁，年龄最大队员为射击手王义夫，包括本届共参加六次奥运会；低于运动员平均年龄的运动员有227人，分布在25个大项、139个小项中，占了运动员总人数的55·8％；按性别分，女运动员269人，男运动员138人；按资历分，参加过往届奥运会运动员84人，占运动员总人数的20·6％，其中有23名运动员参加了亚特兰大，1996年第廿六届夏奥会，79名运动员参加了悉尼，2000年第廿七届夏奥会。
- 中国代表团参赛运动员人数可以达到411人，其中跳水队、皮划艇队、游泳队因运动员兼项共放弃了四个参赛运动员名额。

## 成绩
中国代表团在本届雅典奥运会取得了32枚金牌超过悉尼奥运会的28块金牌，首次超越俄罗斯位居金牌榜第二位，金牌数落后美国3块，奖牌总数达到63块，比上届悉尼奥运会多4块。 罗雪娟的100米蛙泳金牌、刘翔和邢慧娜的两枚田径重量级金牌、李婷／孙甜甜女子网球双打金牌以及孟关良／杨文军的首枚奥运水上项目之一的皮划艇男子双人划艇500米金牌都是取得中国奥运代表团历史性突破的项目，这些对于中国代表团的意义特别重大。
- 奥运16天比赛，中国有6天居于金牌榜首位，其余10日一直居于金牌榜第二位，成为为中国参加奥运之最；
- 16天比赛每天有奖牌收获，其中14天每天有金牌收获，最多的8月16日成为“中国金牌日”，一天金牌增加5块，有6天每天的金牌增加数超过3块；
- 中国在19个大项获得奖牌，14个大项获得金牌，金牌数居首位的大项有跳水、举重、射击、乒乓球和羽毛球五个大项，另外柔道、排球和网球奖牌数居二位。
- 中国在田径、游泳和水上项目有新的突破，均获得金牌，特别是刘翔男子110米跨栏创造了奇迹，打破了由欧洲和美洲人垄断的地位，使得中国、亚洲乃至于整个黄种人在短距离竞技方面取得突破。

中国代表团奖牌情况
| 分项目列表（进入完全列表）                                                             | 分项目列表（进入完全列表） | 分项目列表（进入完全列表） | 分项目列表（进入完全列表） | 分项目列表（进入完全列表） | 分项目列表（进入完全列表） |
| -------------------------------------------------------------------------------------- | -------------------------- | -------------------------- | -------------------------- | -------------------------- | -------------------------- |
| 项目                                                                                   | 金牌                       | 银牌                       | 铜牌                       | 总数                       | 位次                       |
| 跳水                                                                                   | 6                          | 2                          | 1                          | 9                          | 1                          |
| 举重                                                                                   | 5                          | 3                          | 0                          | 8                          | 1                          |
| 射击                                                                                   | 4                          | 2                          | 3                          | 9                          | 1                          |
| 乒乓球                                                                                 | 3                          | 1                          | 2                          | 6                          | 1                          |
| 羽毛球                                                                                 | 3                          | 1                          | 1                          | 5                          | 1                          |
| 田径                                                                                   | 2                          | 0                          | 0                          | 2                          | 11                         |
| 跆拳道                                                                                 | 2                          | 0                          | 0                          | 2                          | 3                          |
| 柔道                                                                                   | 1                          | 1                          | 3                          | 5                          | 2                          |
| 游泳                                                                                   | 1                          | 1                          | 0                          | 0                          | 10                         |
| 网球                                                                                   | 1                          | 0                          | 0                          | 1                          | 2                          |
| 体操                                                                                   | 1                          | 0                          | 3                          | 4                          | 8                          |
| 摔跤                                                                                   | 1                          | 0                          | 0                          | 1                          | 8                          |
| 皮划艇                                                                                 | 1                          | 0                          | 0                          | 1                          | 8                          |
| 排球                                                                                   | 1                          | 0                          | 0                          | 1                          | 2                          |
| 拳击                                                                                   | 0                          | 0                          | 1                          | 1                          | 16                         |
| 自行车                                                                                 | 0                          | 1                          | 0                          | 1                          | 14                         |
| 射箭                                                                                   | 0                          | 1                          | 0                          | 1                          | 4                          |
| 击剑                                                                                   | 0                          | 3                          | 0                          | 3                          | 7                          |
| 帆船帆板                                                                               | 0                          | 1                          | 0                          | 1                          | 11                         |
| 合计                                                                                   | 32                         | 17                         | 14                         | 63                         | 2                          |
| 另参见：本届夏奥会足球、篮球、手球、曲棍球、垒球、棒球、现代五项、铁人三项、马术和赛艇 |                            |                            |                            |                            |                            |

## 留下的遗憾
这次奥运中国代表团金牌超过了预期，取得新的突破，但也留下了一些遗憾。被誉为“梦之队”美誉的中国男子体操队仅仅获得男子团体决赛的第五名，邢傲伟的自由体操、跳马两项出场两次失误，滕海滨四次亮相三次巨大失误；8月16日，奥运跳水史上出现了最不可思议的一幕，彭勃／王克楠男子双人3米板决赛最后一轮在领先12分优势的时候，王克楠在走板的时候出现了失误，导致落水，裁判判定成绩为零分，几以到手的金牌化为了乌有，这个曾经练习过无数次的动作留下了无法弥补的遗憾；8月18日，女子射箭四分之一决赛，在第3轮第4箭和第4轮第1箭时，何影被裁判不明原因的连续判罚两次犯规，给了两个0环的成绩；8月21日，男子团体花剑决赛“黑衣裁判”判决不公让被誉为“三剑客”的叶冲、董兆致、王海滨所组成的中国队以42:45负于意大利队痛失金牌，本项比赛最出色的为第九局董兆致对桑佐在中国队以34比41落后情形下扳至于42平，匈牙利裁判至少有六个“严重的错误”导致了意大利直接得分，赛后国际剑协主席何内·豪克承认这次比赛的执法为耻辱。

## 各省市区派员与成绩
参加希腊雅典2004年夏季奥运会的中国代表团，按照国内注册单位算有来自27个省市自治区和解放军以及火车头体协共计29个组织407名运动员入选参加奥运会比赛，西藏、宁夏、海南和青海没有运动员入选。入选人数最多的广东48人，其次为解放军43人，辽宁40人，上海38人，其次人数较多的还有山东29人和江苏27人等。从比赛结果来看，列第一位的也是广东，获6金1银，仍未超过上届列第一位的湖南7金1银5铜13块奖牌的战绩，北京列第二位5金1银1铜；这次奥运会金牌超过3块的有6个省市，金牌超过2块的有11个省市，共计有16个省市区（包括解放军）获得金牌，有20个省市区（包括解放军）获得奖牌；湖南由上届奥运会金牌第一跌落至奖牌第十六位。
- 各省市区奖牌计算按照项目，一个获奖项目为一块奖牌；
- 只计算个人项目和双人项目，三人或3人以上集体项目没有纳入计算。

下列团体比赛成绩没有按省市区奖牌数目：
- 女子排球冠军：12名成员来自5个省市以及解放军，其中辽宁3人、天津3人、解放军3人，北京、浙江和四川各1人，分别是杨昊（辽宁）、刘亚男（辽宁）、张越红（辽宁），李珊（天津）、张娜（天津）、张萍（天津），赵蕊蕊（解放军／江苏）、宋妮娜（解放军／辽宁）、王丽娜（解放军／黑龙江），冯坤（北京）、周苏红（浙江）、陈静（四川）。
- 男子花剑团体银牌： 4名成员来自3个省市即广东2人、上海和江苏各1人，分别是 董兆致／广东、吴汉雄／广东，叶冲／上海，王海滨／江苏；
- 女子射箭团体银牌：3名成员来自吉林、山东和福建；分别是何影／吉林、张娟娟／山东、林桑／福建；
- 女子4×200米自由泳接力银牌：成员4人，其中3人来自上海、1人来自浙江，分别是朱颖文／上海、徐妍玮／上海、庞佳颖／上海和杨雨／浙江。

### 广东
广东有48名运动员入选，参赛人数居第一。赛前预测有希望获得金牌的项目2～4个，获得奖牌的项目9个。跳水、乒乓球和羽毛球是强项，名将包括参加跳水运动员胡佳、杨景辉和劳丽诗，胡佳在男子10米高台项目上与田亮构成双保险，杨景辉与田亮搭档重夺悉尼失去的男子双人10米高台金牌，劳丽诗与队友合力冲击女子双人10米高台金牌；乒乓球项目的马琳、杨维／张洁雯，羽毛球项目的付海峰和陈其遒为中国队突破男双和混双担当重任。此外董兆致、吴汉雄参加的击剑比赛，冼东妹参加女子柔道52公斤级，高峰女子柔道48公斤级，广东体育局确定最低目标是确保2枚金牌。
- 比赛结果共有8人在跳水、羽毛球、乒乓球和柔道四个大项获得6金1银7块奖牌，其中原籍湖北的胡佳、原籍辽宁的马琳／陈杞组合获得2块金牌。
  - 获得2个个人项目金牌：冼东妹柔道女子负52公斤级，胡佳跳水男子10米高台；
  - 2个本省组合的双人项目金牌：马琳／陈杞乒乓球男子双打，杨维／张洁雯羽毛球女子双打；
  - 2个外省组合双人项目金牌：杨景辉／（陕西）田亮的男子双人十米高台跳水，劳丽诗／广西李婷女子双人十米高台跳水；
  - 劳丽诗女子十米高台跳水银牌。

### 北京
北京15名运动员入选，北京本届奥运会共7人在5个项目即跆拳道（1金）、乒乓球（2金）、体操2枚（1金1铜）、摔跤和自行车（分别1金和1铜）获得5金1银1铜7块奖牌。夺金方面张怡宁获得乒乓球女子单打和双打2块、滕海滨的体操男子鞍马、王旭女子72公斤级摔跤、罗微跆拳道女子67公斤级；另外江永华和张楠分别获得场地自行车女子500米银牌和女子体操个人全能铜牌。获奖队员江永华原籍黑龙江，其他为北京本地出生。
- 北京获奖项目中只有乒乓球女子双打金牌由张怡宁与辽宁的王楠合作，其他均为个人项目。

### 山东
山东29名运动员入选，参赛项目涉及15个大项。赛前预测有希望获得金牌的项目3～6个，获得奖牌的项目6～8个。刘春红参加69公斤级的比赛，唐功红参加75公斤以上级比赛，男子体操队的老将邢傲伟参加男团和鞍马等单项具备夺金的实力，本届奥运会山东有三名选手参加射击项目，分别是参加男子10米气手枪和50米手枪慢射的老将谭宗亮、女子气步枪3x20发的杜丽以及参加女子飞碟双向的魏宁。游泳运动员周雅菲、高畅和李杰，女子柔道选手李淑芳和刘霞分别参加63公斤级和78公斤级比赛，跳水选手王峰等都具备冲击奖牌的实力。比赛结果，有6人在举重、射击、田径和柔道四大项获得4金2银6块奖牌，全部为个人项目，杜丽为本届雅典奥运会第一枚金牌得主，邢慧娜为中国第一位女子10000米奥运冠军。
- 杜丽，女子10米气步枪射击冠军；
- 邢慧娜，田径项目女子10000米跑冠军；
- 刘春红，女子69公斤级举重冠军；
- 唐功红，女子75公斤以上级举重冠军；
- 魏宁，女子飞碟双向射击银牌；
- 刘霞，女子柔道负78公斤级银牌。

### 辽宁
辽宁运动员40人入选，赛前预测有希望获得金牌的项目3～5个，获得奖牌的项目8～12个。运动员中孙福明、张宁、王楠、李卓具备夺金实力，中国代表团中的一老一小均出自辽宁，年龄最大的射击名将王义夫44岁，年龄最小的游泳选手张添翼14岁。乒乓球“大姐大”王楠与新星郭跃、射击手王义夫、柔道老将孙福明、悉尼奥运竞走冠军王丽萍均具备夺得奖牌的实力，羽毛球老将张宁目前排名世界第一，冲击金牌也是她的主要任务。奥运会山辽宁有8人在射击、乒乓球、柔道、举重和羽毛球5个大项获3金1银4铜8块奖牌。
- 王义夫男子10米气手枪射击冠军；
- 张宁羽毛球女子单打冠军；
- 王楠与北京的张怡宁获乒乓球女子双打冠军。
- 李卓获女子48公斤级举重银牌。
- 高娥获女子飞碟双多向射击铜牌；
- 秦东亚女子柔道负70公斤级铜牌；
- 孙福明女子柔道78公斤以上级铜牌；
- 郭跃与河北的牛剑锋获乒乓球女子双打铜牌。

### 河南
河南7名运动员入选，在射击、跆拳道个人项目和和网球双人双打项目获得3块金牌，贾占波射击男子50米步枪3×40，孙甜甜与湖北的李婷合作获网球女子双打和陈中跆拳道67公斤以上级3个冠军。

### 上海
上海38名运动员入选，参赛项目和参赛人数上均创历届之最，参加15个大项39个小项的比赛，6人参加过一届奥运会，１人参加过两届奥运会，叶冲已经参加过三届奥运会。赛前预测有希望获得金牌的项2个，获得奖牌的项目3～4个。比赛结果有3人在跳水、男子田径和击剑三大项获得2金2银4枚奖牌，其中刘翔的男子110跨栏为中国乃至亚洲在本项目的突破。
- 刘翔，男子110米跨栏冠军；
- 吴敏霞，与河北的郭晶晶获女子双人三米跳板跳水冠军，女子三米跳板跳水银牌；
- 王磊，男子个人重剑银牌。

### 浙江
浙江21名运动员入选，是历届奥运会浙江省选手最多的一次，涉及10个项目。赛前预测有希望获得金牌的项目3～4个，获得奖牌的项目8～10个。占旭刚、杨雨、陈桦、罗雪娟参加过上届悉尼奥运会，游泳有7人参赛，皮划艇3人参赛，田径3人参赛，其中罗雪娟的蛙泳、杨雨的4×200米自由泳接力、女排、射击、孟关良的划艇、钟红燕的皮艇、徐冬香的赛艇双人双桨、占旭刚的举重都受人关注。比赛结果获3金1银1铜4块奖牌。
- 朱启南：男子10米气步枪射击冠军
- 罗雪娟，女子100米蛙泳冠军；
- 孟关良，和江西的杨文军获皮划艇静水项目男子500米双人划艇冠军；
- 李杰，男子10米气步枪射击银牌；
- 王成意，女子50米步枪3x20射击第三名。

### 湖北
湖北6名运动员入选，赛前预测有希望获得金牌的项目2个，获得奖牌的项目3～4个。湖北入选都具备了相当强的实力，悉尼奥运会男子体操团体主力杨威参加本届男团、个人全能两个项目；悉尼奥运会羽毛球混合双打冠军得主高崚参加女子双打、混合双打两个项目。
- 这次比赛湖北运动员共计2人在羽毛球和和网球二个大项获得2金1银3块奖牌，高凌获1金1银，所有获奖均为与外省运动员合作的双人比赛项目。
  - 高凌与江苏的张军获羽毛球混双冠军，和湖南的黄穗获羽毛球女双亚军；
  - 李婷和河南的孙甜甜获网球女子双打冠军。

### 河北
河北15名运动员入选，赛前预测有希望获得金牌的项目3个，获得奖牌的项目4个。名将赵颖慧是女子射击10米项目；跳水项目为主要项目，郭晶晶也有望在女子3米板单人和双人两个项目上夺得金牌，王克楠男子3米板双人金牌。比赛结果在跳水和乒乓球2个大项获得2金1铜3块奖牌。
- 郭晶晶获得2项跳水冠军
  - 女子三米跳板跳水冠军；
  - 与上海的吴敏霞获女子双人三米跳板跳水冠军。
- 牛剑锋和辽宁的郭跃合作获乒乓球女子双打第三名。

### 江苏
江苏27名运动员入选，赛前预测有希望获得金牌的项目2～3个，获得奖牌的项目5～6个。赵蕊蕊、肖钦、赵婷婷等，陈艳青女子举重58公斤级，袁爱军参加男子举重85公斤级，男子体操选手黄旭参加男团和双杠项目，乒乓球男双的陈玘，男子花剑选手王海滨、女子重剑选手沈巍巍、羽毛球男双的蔡赟，羽毛球混双的张军，女曲的黄俊霞，20公里竞走的宋红娟、姜静等选手。比赛结果，江苏有4位选手在举重、羽毛球、乒乓球和射击四个项目获得3金1铜4块奖牌。
- 陈艳青举重女子58公斤级冠军；
- 张军与湖北的高凌获羽毛球混双冠军；
- 陈玘与辽宁的马琳获乒乓球男双冠军；
- 王正获射击男子飞碟双多向第三。

### 陕西
陕西6名运动员入选，赛前预测有希望获得金牌的项目2个，获得奖牌的项目3个；跳水名将田亮参加10跳台、与杨景辉合作参加10跳台项目，田径名将顾原参加链球项目。比赛结果有2为选手在跳水项目上获得1金1铜3枚奖牌，其中原籍重庆的中国著名跳水选手田亮获得1金1铜。
- 田亮：与广东的杨景辉获男子双人十米高台跳水冠军；男子十米高台铜牌。

### 福建
福建12名运动员入选，赛前预测有希望获得金牌的项目3～4个，获得奖牌的项目6个。22岁的林丹羽毛球男单世界排名第一，福州泳坛名将齐晖曾在悉尼奥运会获得200米蛙泳第四，举重选手56公斤级的吴美锦和62公斤级的石智勇都有希望赢得金牌，而且也都是中国代表团重点夺金项目之一，赛艇选手高艳华在雅典奥运会上，她将与队友合作参加女子八人单桨有舵手的比赛。
- 比赛结果2名本省籍选手在举重大项分别获得1金1银共计2枚奖牌：石智勇为举重男子62公斤级金牌，吴美锦获举重男子56公斤级亚军。

### 解放军
解放军入选运动员43人，赛前预测有希望获得金牌的项目3个，获得奖牌的项目6～8个。运动员中有至少三分之二的选手都是没有参加奥运会的年轻选手。名将包括乒乓球的王皓、羽毛球的林丹、游泳的齐晖、女子沙滩排球的王菲、田佳叶。比赛获得1金1银1铜3块奖牌。
- 彭勃男子三米跳板跳水冠军；
- 王皓乒乓球男子单打银牌；
- 高峰女子柔道负48公斤级第三。

### 广西
广西9名运动员入选，赛前预测有希望获得金牌的项1～2个，获得奖牌的项目3～4个。主要选手及项目，跳水即李婷的女子双人10米跳台和女子单人10米跳台项目，周蜜的羽毛球女子单打、李征宇的自由式摔跤和雷素芬女子手球。区体育局赛前对奥运冠军作出承诺，单项冠军奖励价值百万元以上的别墅，集体项目含两人以上项目获得冠军的将获得20万元人民币，获得两枚以上金牌的除获得价值百万元以上别墅外另奖励20万元。比赛结果共计获得1金1银2枚奖牌。
- 李婷和广东的劳丽诗组合，获女子双人十米高台跳水冠军；
- 周蜜获羽毛球女单铜牌。

### 江西
江西11名运动员入选。赛前预测有希望获得金牌的项1个，获得奖牌的项目2个。水上项目有4人参赛如女子四人皮艇500米的何静，耿鸿滨男子移动靶。结果杨文军与浙江的孟关良获男子双人划艇500米金牌，彭勃获得男子跳水三米板金牌。

### 云南
云南6名运动员入选。赛前预测有希望获得金牌的项1个，获得奖牌的项目2个。项目与选手，包括田径3人（男子50公里竞走的虞朝鸿、男子马拉松的韩刚和朱荣华），举重、自行车和游泳各1人，男子举重69公斤级的张国政为云南夺金最有把握的选手。比赛结果：原籍福建的张国政获男子69公斤级举重冠军。

### 湖南
湖南10名运动员入选，2000年悉尼奥运会金牌第一大省。半数以上都具备了夺金的实力，赛前预测有希望获得金牌的项目3～4个，获得奖牌的项目6个。李小鹏为中国体操队领头人物、男子举重名将乐茂盛，羽毛球女单选手龚睿那、双打选手黄穗。
湖南在上届悉尼奥运会获7金1银5铜13块奖牌列全国各省市之首，这次参赛运动员仅有4人分别在举重、羽毛球、体操和乒乓球获得2银1铜3块奖牌，中国自1984年参加夏奥会后，被誉为“奥运湘军”的湖南这次奥运参赛选手在历届夏奥会上获奖之差仅次于美国洛杉矶，1984年夏奥会，这次比赛结果和预期差距甚远。
- 乐茂盛举重男子62公斤级亚军；
- 黄穗与湖北的高凌获羽毛球女双亚军；
- 李小鹏获体操男子双杠第三；

### 四川
四川20名运动员入选，赛前预测有希望获得金牌的项1～2个，获得奖牌的项目4个。主要运动员和参赛项目有女排的陈静，女子曲棍球的陈朝霞、张益萌，女子跳水的莫瀚娜（10米跳台替补）和女子赛艇。比赛结果殷剑获女子米斯特拉级帆船帆板项目的银牌。

### 天津
天津8名参赛选手，赛前预测有希望获得金牌的项目2个，获得奖牌的项目3个。女子佩剑的谭雪，女子排球的李姗、张平、张娜，体操选手王湉湉参加体操女子团体和单项。比赛结果：谭雪获女子佩剑银牌。

### 贵州
贵州4名运动员入选，赛前预测有希望获得金牌的项1个，获得奖牌的项目2个。女子高低杠选手林莉、2个拳击项目即48公斤级的周市明和54公斤级的刘渊。比赛结果邹市明获男子48公斤级拳击第三名。

### 安徽
安徽5名运动员入选，赛前预测有希望获得金牌的项1～2个，获得奖牌的项目2个。安徽自徐海峰洛杉矶第廿三届奥运会夺得中国第一枚奥运会金牌之后未获得一块金牌。女子体操主力选手李娅在平衡木、高低杠具备实力，孙冬梅参加首次作为奥运会比赛项目的女子自由式摔跤；比赛结果未能如愿。

### 甘肃
甘肃4名运动员入选，赛前预测有希望获得奖牌的项目1个。甘肃的目标是力争奖牌零的突破，最有希望获得奖牌的为女子垒球选手张丽霞；比赛结果未能如愿。

### 黑龙江
黑龙江5名运动员入选，赛前预测有希望获得金牌的项1个，获得奖牌的项目2个。入选运动员为男子乒乓球名将孔令辉、篮球选手苗立杰、铁饼运动员李艳凤、跳远选手梁淑艳、竞走运动员刘云峰。孔令辉没有进入单打比赛，与王皓参加双打；比赛结果未能如愿。

### 吉林
吉林7名运动员入选，分别是王皓（乒乓球）、徐丹（射击）、何影（射箭）、张淑晶（马拉松）、唐春玲、李爽、付宝荣（女子曲棍球）。在刘国梁和孔令辉之后，王皓被认为是乒乓球最有实力的领军人物，唐春玲、李爽和付宝荣均为女子曲棍球选手。赛前预测有希望获得金牌的项2个，获得奖牌的项目3个；比赛结果未能如愿。

### 新疆
新疆3名运动员入选，赛前预测有希望获得奖牌的项目1个。射箭项目的薛海峰，摔跤选手艾力努尔曾获亚锦赛亚军；比赛结果未能如愿。

### 重庆
重庆2名女运动员入选，赛前预测无希望获得奖牌；刘瑛慧和王丽娜都是近年来涌现出来的田坛新秀，其女子链球和女子跳远的成绩一直稳定在全国前三名的水平；比赛结果未能如愿。

### 内蒙古
内蒙古2名运动员入选，赛前预测无希望获得奖牌；一名是拳击运动员哈达巴特尔，哈达巴特尔进入前三名的希望并不大；另一名是竞走运动员阿拉坦·嘎达苏；比赛结果未能如愿。

### 山西
山西2名运动员入选，赛前预测无希望获得奖牌；穆勇峰将参加雅典奥运会首次列入比赛项目的蹦床比赛，王露参加女子沙滩排球；比赛结果未能如愿。

### 火车头
火车头体协2名运动员入选，赛前预测有希望获得奖牌的项目1个，运动员分别为田径选手孙英杰和摔跤选手王园元；孙英杰参加女子5000米和10000米的比赛，孙英杰的优势项目是10000米；比赛结果未能如愿。
| 参加2004年夏季奥林匹克运动会的中国代表团各主要参赛项目 |      |      |        |        |      |          |      |
| 跳水                                                   | 举重 | 射击 | 乒乓球 | 羽毛球 | 田径 | 跆拳道   | 柔道 |
| 游泳                                                   | 网球 | 体操 | 摔跤   | 皮划艇 | 排球 | 花样游泳 |      |

| 国际奥委会 - 国际奥运会 - 夏奥会－希腊雅典·第28届夏奥会 - 中华人民共和国奥委会 |
| 28届夏奥会兩岸三地各代表团 - 中国代表团－中华台北代表团－香港代表团            |